# حصار وهران (1556)
وقع حصار وهران (1556) عندما حاصرت القوات العثمانية في الجزائر الحامية الإسبانية في وهران. كان الحصار، عن طريق البر والبحر غير ناجح وكان لابد من رفعه في أغسطس 1556 عندما تم استدعاء 40 قادس تابع للأسطول العثماني من لمهمة في شرق البحر الأبيض المتوسط.
خلال فترة حصار العثمانيين لوهران، احتل المغاربة -الذين كانوا متحالفين مع الإسبان- مدينة تلمسان.